# Pascal Pilloud
 (mai 2016).
Pascal Pilloud, né le 6 mai 1974 à Châtel-Saint-Denis, est un musicien et chef de chœur suisse.

## Biographie
Il étudie le piano, le violon et l'orgue au conservatoire de musique de Lausanne où il obtient le diplôme de branches théoriques, le diplôme d'enseignement et, en 1997, le premier prix de virtuosité d'orgue avec félicitations du jury.
Ses études de direction sont effectuées au Conservatoire de musique de Genève chez Michel Corboz.
Pascal Pilloud fonde en 1993 le chœur de la basilique de Lausanne. En concert, il interprète principalement de la musique baroque, en particulier des œuvres de Johann Sebastian Bach. Il collabore avec l'ensemble baroque Musica Poetica d'Annecy.
En commémoration des 250 ans de la mort de Jean-Sébastien Bach, il a interprété de 1999-2001, en 14 concerts, l'intégrale de l'œuvre d'orgue du Cantor, avec chorals chantés et alternés, à l'orgue de l'église catholique de Bernex, dans le canton de Genève[réf. nécessaire].
Ses disques d'orgue ont été primés par la presse spécialisée (5 diapasons par le magazine Diapason, 3 étoiles du Monde de la musique, coup de cœur du magazine orgue, Bruxelles).
Il est organiste titulaire et maître de chapelle de la Basilique Notre-Dame de Lausanne.

## Enregistrements
Pascal Pilloud est l'auteur de deux albums d'orgue. Le premier, enregistré en 1998 à l'abbaye de Muri, est consacré à la Clavier-Übung III de Bach. Le second, enregistré en 1999 à la basilique Saint-Sernin de Toulouse est composé d'œuvres de Charles-Marie Widor, Marcel Dupré et Maurice Duruflé. Il a également fait paraître un album d’œuvres pour flûte et orgue, enregistré à Bernex en 2002.

## Sources
- « Pascal Pilloud », sur la base de données des personnalités vaudoises sur la plateforme « Patrinum » de la Bibliothèque cantonale et universitaire de Lausanne.
- Marie Nicollier, « Le portrait », 24 Heures,‎ 24 septembre 2010, p. 40
- Jean Pinesi, « L'invité », Coopération, no 14,‎ 3 avril 2007, p. 94-95
- Jean-Brice Willemin, « Portrait », Relais, no 2,‎ octobre 2013, p. 12
- Patrice Borcard, « Révélation d'un jeune chef », La Gruyère, no 46,‎ 2000
- Bernard Sansonnens, « Duruflé beau comme un Chagall volant », La Liberté,‎ septembre 2000, p. 18
- Jacques Viret, « J.S.Bach Clavierübung III », Revue musicale de Suisse romande,‎ juin 1999, p. 77
- Nanon Bertrand, « Widor, Dupré, Duruflé », Crescendo,‎ avril-mai 2000, p. 67
- Serge Gregory, « Flûte et orgue », Classica,‎ juillet-août 2004, p. 114